# Michael Bauer (Journalist)

Michael Bauer im Tonstudio, 2024

Michael Bauer (* 16. Mai 1954 in Tübingen) ist ein deutscher Journalist und Filmemacher.  Seine Publikationen konzentrieren sich auf Kulturthemen, besonders auf das Werk Vergessener, wie des Satirikers Oskar Panizza.

## Werdegang
In Tübingen besuchte Michael Bauer die Hölderlin-Schule und das Uhland-Gymnasium. 1967 zog die Familie nach Rosenheim. Nach dem Abitur leistete Bauer am Heilpädagogischen Zentrum Rosenheim eineinhalb Jahre Zivildienst.
Ab dem Wintersemester 1975/76 studierte er an der Ludwig-Maximilians-Universität München Neuere Deutscher Literatur, Geschichte, Theaterwissenschaft und Kunstgeschichte. Dem Magister Artium bei Wolfgang Frühwald (Thema der Magisterarbeit: Ernst Toller und die Massenfestspiele der Leipziger Arbeiterschaft. 1920-1924) folgte 1983, ebenfalls bei Frühwald, die Promotion. Seine Dissertation Oskar Panizza. Ein literarisches Porträt erschien 1984 im Münchner Carl Hanser Verlag.
Von 1984 an arbeitete Bauer 35 Jahre lang „fest frei“ für den Bayerischen Rundfunk. Insgesamt produzierte Michael Bauer mehr als 1800 Fernsehdokumentationen (u. a.  Hans Magnus Enzensberger) und Magazinbeiträge, Hörfunksendungen, Zeitschriften- und Zeitungsartikel (NZZ, Süddeutsche Zeitung) sowie Buchbeiträge und Bücher.
Von 2021 bis 2025 drehte er für das Haus der Bayerischen Geschichte knapp 100 Interviews mit Zeitzeugen. Michael Bauer gilt als ausgewiesener Kenner des Lebens und Werks von Oskar Panizza. Zuletzt hat er dem Schriftsteller eine Biografie und – zusammen mit Christine Gerstacker – ein Lesebuch gewidmet.

## Publikationen (Auswahl)
- Oskar Panizza. Ein literarisches Porträt. Hanser, München/Wien 1984, ISBN 3-446-14055-7 und ISBN 3-446-13981-8 (Zugleich Dissertation München 1983).
- Neues aus dem Hexenkessel der Wahnsinnsfanatiker. Hrsg. von Michael Bauer. Neuwied 1986.
- Michael Bauer, Rolf Düsterberg: Oskar Panizza. Eine Bibliographie (= Europäische Hochschulschriften; Reihe 1, Deutsche Sprache und Literatur; 1086). Lang, Frankfurt am Main 1988, ISBN 3-631-40530-8.
- Mama Venus. Texte zu Religion, Sexus und Wahn, Hrsg. von Michael Bauer. Luchterhand-Literaturverlag, Hamburg/Zürich 1992, Sammlung Luchterhand 1025. ISBN 3-630-71025-5.
- Das Rothe Haus. Ein Lesebuch zu Religion, Sexus und Wahn. Hrsg. von Michael Bauer. edition monacensia, München 2003, ISBN 3-86520-022-2.
- Oskar Panizza – Exil im Wahn: Eine Biografie, edition monacensia, München 2019, ISBN 978-3-96233-105-4.
- Oskar Panizza – Ein Bischen Gefängnis und ein Bischen Irrenhaus: Ein Lesebuch. Hrsg. von Michael Bauer und Christine Gerstacker. edition monacensia, München 2019, ISBN 978-3-96233-106-1.

## Filme (Auswahl)
- Bürgerschreck und Menschenfreund. Ein Porträt zum 100. Geburtstag von Erich Kästner. ARD, 45 min, 1999.
- Auf der Suche nach der Form. Der Bildhauer Alf Lechner, BR, 45 min, 2005.
- Moses in Oberammergau, BR, 90 min, 2013.[4]
- Ein Tag im Leben von Hans Magnus Enzensberger, BR, 45 min, 2014.
- Wirtshaussterben? Wirtshausleben! Ein Film über die bayerische Wirtshauskultur mit Gerhard Polt, Bavariathek/Haus der Bayerischen Geschichte, 31 Min